# Lijst van schilderijen in het Centraal Museum/E
Lijst van schilderijen in het Centraal Museum met werken van schilders van wie de achternaam begint met de letter E. Vermeldingen in het grijs geven aan dat het werk geen deel meer uitmaakt van de collectie van het Centraal Museum, bijvoorbeeld omdat het in bruikleen gegeven is aan een andere instelling of omdat het teruggegeven is aan de bruikleengever.
| Inventarisnummer | Toeschrijving            | Titel                                  | Datering  | Afbeelding |
| ---------------- | ------------------------ | -------------------------------------- | --------- | ---------- |
| 29436            | Lajos D'Ebneth           | Compositie                             | 1926      |            |
| 29437            | Lajos D'Ebneth           | Compositie met oranje bal              | 1926      |            |
| 30209            | Lajos D'Ebneth           | Compositie                             | 1928      |            |
| 28827            | Don Eddy                 | Zonder titel                           | 1971      |            |
| 28751            | Etienne Elias            | Twee zware jongens                     | 1968      |            |
| 25888            | Ger van Elk              | Holbeiner Pull                         | 1980      |            |
| 24099            | Jan van Empel            | Harlekijn                              | 1955      |            |
| 24101            | Jan van Empel            | Clown met familie                      | 1958      |            |
| 24100            | Jan van Empel            | Vrouw met stilleven                    | 1959      |            |
| 24094            | Jan van Empel            | Clown met viool                        | 1960      |            |
| 24097            | Jan van Empel            | Vrouw met stilleven                    | Ca. 1960  |            |
| 24095            | Hans Engelman            | Gezicht door het raam                  | 1953      |            |
| 21965            | Naar James Ensor         | Maskeradefiguren                       | Ca. 1950  |            |
| 16841            | Ferdinand Erfmann        | Feestdag-terras                        | 1959      |            |
| 16843            | Ferdinand Erfmann        | Cascadeursnummers                      | 1960      |            |
| 16842            | Ferdinand Erfmann        | Terras                                 | 1965      |            |
| 28900            | Erró                     | Ian Smith                              | 1973      |            |
| 28901            | Erró                     | Topino-Lebrun-Allende                  | 1974      |            |
| 31197            | Elisabeth Eskes-Rietveld | Portret van Truus Schröder             | 1935      |            |
| 8164             | Adrianus van Everdingen  | Landschap met boerin en twee koeien    | 1875-1900 |            |
| 11416            | Charles Eyck             | Spoordijk                              | 1928      |            |
| 12444            | Ima van Eysinga          | Stilleven met kruiken en tinnen kan    | 1929      |            |
| 12445            | Ima van Eysinga          | Spar op de Stakenberg met paddestoelen | 1948      |            |